# ابنر دابلدی
ابنر دابلدی (زاده ۲۶ ژوئن ۱۸۱۹ - درگذشته ۲۶ ژانویه ۱۸۹۶) یک از افسران ارتش ایالات متحده و ژنرال دو ستاره ارتش اتحادیه در طول جنگ داخلی آمریکا بوده است. وی نخستین نبرد خود را در نبرد فورت سامتر که منجر به آغاز جنگ داخلی بود انجام داد؛ و پس از آن نقش کلیدی در زمان‌های ابتدایی نبرد گتیسبرگ تحت فرماندهی ژنرال جورج مید ایفا کرد. این نبرد اوج فعالیت نظامی وی بشمار می‌رود. اما پس از آن بالا گرفتن اختلاف میان آن دو از ادامه خدمت در عملیات کنار گذاشته شد. پس از پایان چنگ داخلی در سانفرانسیسکو نخستین ماشین کابلی را راه اندازی کرد و امتیاز و حق اختراع آن را به نام خود ثبت کرد. دابلدی سال‌های پایانی عمر را در نیوجرسی سپری کرد. جایی که سرپرستی انجمن تئوسوفی را برعهده داشت. در سال ۱۹۰۸، پانزده سال پس از مرگ دابلدی، انجمن حرفه ای بیسبال آمریکا اعلام داشت که دابلدی مخترع بازی بیسبال است. این درحالی بود که دابلدی هرگز در طول زندگی خود در این زمینه ادعایی نکرده بود. این ادعا توسط بسیاری از مورخان و کارشناسان بیسبال مورد نقد و تردید قرار گرفته است.